# Ctenopelma altitudinis
Ctenopelma altitudinis är en stekelart som först beskrevs av Heinrich 1953.  Ctenopelma altitudinis ingår i släktet Ctenopelma och familjen brokparasitsteklar. Inga underarter finns listade i Catalogue of Life.